# 15421 Adammalin
15421 Adammalin este o planetă minoră (asteroid) din centura de asteroizi. A fost descoperită pe 21 aprilie 1998 la Experimental Test Site⁠(d) de Lincoln Near-Earth Asteroid Research. 
Obiectul prezintă o orbită caracterizată de o semiaxă mare de 2,8936145 UAi, o excentricitate de 0,07, o înclinație de 2,77987 ° în raport cu ecliptica.